# Вергински царски гробници
Вергинските или Егенските царски гробници (на гръцки: Βασιλικοί τάφοι των Αιγών) са погребално съоръжение от IV век пр. Хр. от античния град Еге, край днешното село Вергина, Гърция. В тях са погребани останките на членове на царското семейство на Аргеадите, сред които и Филип II Македонски. Гробниците са част от светновното културно наследство на ЮНЕСКО, заедно с разкопките на целия античен град Еге. Некрополът съдържа голяма гробница и други важни гробници от македонския период, където са едни от най-ценните находки от пределинистическата живопис.

## Разкопки и изследвания
Голямата гробница или гробница II е изследвана от първата половина на XX век, където професор К. Ромайос започва разкопки в 1937 година, но находките на гробниците вътре са открити чак в 1977 година от Манолис Андроникос. Погребаният мъж в гробница II е идентифициран с Филип II Македонски и въпреки че някои учени оспорват идентификацията, последните изследвания я подкрепят. През юни 2015 година са обявени резултатите от задълбочено остеоархеологическо проучване, проведено от Теодорос Антикас и Лаура Уин-Антикас, което подкрепя идентифицирането на останките в гробница II с тези на Филип II Македонски, въпреки че не може да бъде потвърдено с помощта на ДНК тестове.
Според други учени обаче правилната идентификация е с погребания мъж в гробница I, обосновавайки се на исторически обстоятелства, като засвидетелствано в изворите нараняване на крака на Филип Македонски, което съответства на следи по останките в гробница I.
Погребалният комплекс е широк 112 метра и е свисочина 12 метра и съдържа четири гробници и хероон. Гробница II е открита непокътната: нейната архитектура, украса и живопис и богат погребален чеиз свидетелстват за ранното формиране на истинско елинистично изкуство.

## Гробница I или Гробницата на Персефона
Гробница I е малка и с правоъгълна форма. Три от стените са изрисувани, а на сверената стена е изписана основната сцена от отвличането на Персефона от Хадес. Хадес е изобразен да държи юздите на бяла колесница, като в същото време държи Персефона. На сцената също са изирсувани Хермес пред колесницата и другар на Персефона, който наблюдава отвличането зад колесницата. Деметра и трите мойри се появяват изписани на другите стени. Фигурите са големи, особено тази на Хадес. Картините са с голяма художествена сила и качество и учените смятат, че са дело на велик майстор, който познава перспективата и е изключителен живописец, може би Никомах.

## Гробница II
Гробница II е цистов гроб с традиционния план на македонските аристократични гробници. Срещу сводестата камера и преддверието има вградена фасада, покрита с мазилка и картини. Не съществува структурен съюз между външността и вътрешността на гробницата. В двата края пиластри поддържат две дорийски колони.
В гробница II е изписан фриз с дължина 5,56 метра и височина 1,16 метра, изобразяващ сложна сцена с реалните дейности в царските ловни резервати. Сцената е ясно разположена върху пейзажа, с линията на планините на хоризонта и дървета на преден план. Това е сложна сцена с няколко групирани из нея действия. Вляво е нарисуван ловец, който убива елен с помощта на куче, а ездач отзад гони друг елен, койот бяга. Вдясно от него двама млади ловци нападат глиган с копие. Сцената вдясно е по-драматична: двама спешени ловци от две страни се подготвят да нанесат фаталния удар на лъв. Примамливо е да разпознаем цар Филип II в брадат ловец, младият ездач е поставен точно в центъра на композицията, а на оста на фасадата е Александър Велики, но идентификацията на фигурите поражда много спорове сред специалистите. Изпълнението е майсторско и се смята, че е дело на изтъкнат худжоник. Рисуваният фриз в гробница II се смята за крайъгълен камък в древногръцката живопис.
В гробница II са открити останки на мъж, идентифициран с Филип II Македонски и на жени, за които се смята, че може да са Меда от Одесос и Евридика II Македонска или другата му съпруга Клеопатра. Намерени са ценни предмети, с които са погребани царските членове, сред които са венецът, с който е погребан Филип II и златен ларнакс с останките му, венецът на Меда, церемониален щит, диадемата на Евридика или Клеопатра и други.
- Фасадата на гробница II
- Диадемата, която се предполага, че е на Евридика II Македонска
- Златният ларнакс, в който се смята, че са останките на Филип II
- Венецът, с който е погребан Филип II

## Гробница III или Гробница на принца
Гробница III има структура, подобна на гробница II, с две камери, въпреки че е малко по-проста. Украсена е с картини, изобразяващи колесница. Сребърна хидрия съдържа кремирани останки на юноша, но няма следи от погребална клада, което показва, че обитателят на тази гробница трябва да е умрял и да е кремиран другаде и по-късно пренесен в този гроб. Предполага се, че останките принадлежат на Александър IV Македонски, син на Александър Велики, умрял от отрова. На шията на хидрията има златна корона, оформена като дъбови листа, а пред нея - хризелефантиново легло и маса с керамични съдове.

## Гробница IV
Четвъртата гробница, която е намерена в некропола, е датирана към III век пр. Хр., но е разграбена. От нея са запазени останките на четири дорийски колони и някои други съседни архитектурни елементи. Предполага се, че тази гробница е построена, за погребението на останките на Антигон II Гонат.

## Музей
В комплекса е изграден музей, в който в 1997 година са изложени находките от царските горбници, които преди това са в Солунския археологически музей.